# Жайме (герцог Браганса)
Жа́йме де Брага́нса (порт. Jaime I, Duque de Bragança, Ха́йме исп. Jaime, Ша́йме галис. Xaime; 1479 — 20 сентября 1532) — португальский аристократ, 4-й герцог Браганса и 2-й герцог Гимарайнш с 1498 года. Он был известен тем, что возродил могущество и богатство дома Браганса, владения которого были конфискованы в 1483 году королём Португалии Жуаном II.

## Биография
Второй сын Фернанду II (1430—1483), 3-го герцога Браганса (с 1478 года), и Изабеллы де Визеу (1459—1521), дочери инфанта Фернанду (1433—1470), герцога Визеу и Бежы, и Беатрис Португальской (1430—1506), сестры будущего короля Португалии Мануэла I. 4-й герцог де Браганса, 2-й герцог де Гимарайнш (1496), 3-й маркиз де Вила Висоза, 11-й граф де Барселуш, 5-й граф де Арайолуш, 5-й граф де Нейва, 8-й граф де Орен.
Родился в 1479 году. Будучи ребёнком, в 1483 году стал свидетелем ареста и казни своего отца Фернанду II, герцога Браганса; в 1484 году — родного дяди, герцога Диогу де Визеу. Оба они были казнены за измену, когда король Португалии Жуан II раскрыл заговор среди дворян против короны. После гибели Фернанду его семья была выслана в Кастилию, а огромное богатство дома Браганса конфисковано в пользу португальской короны.
В 1495 году после смерти португальского короля Жуана II на королевский трон вступил его кузен Мануэл I (1495—1521), бывший герцог Бежы и Визеу. В 1497 году Мануэл I помиловал семью казненного герцога Фернанду де Браганса и разрешил ей вернуться из Кастилии в Португалию. Король Португалии вернул Жайме де Браганса все титулы и владения рода Браганса, но взамен потребовал от него полной лояльности короне.
Герцог Жайме де Браганса построил для себя роскошный герцогский дворец в стиле эпохи Ренессанса в Вила-Висозе в провинции Алентежу. В 1498 году перед визитом португальского короля Мануэла I (который тогда ещё не имел собственных детей) в Кастилию по его желанию кортесы официально утвердили предполагаемым наследником престола его племянника, герцога Жайме Браганса, сына его сестры Изабеллы де Визеу.
Жайме де Браганса женился на Леонор де Мендонса (Леонор Перес де Гусман), дочери Хуана Альфонсо Переса де Гусмана, 3-го герцога Медина-Сидония. Она была убита в 1512 году своим мужем по подозрению в супружеской измене. Убийство весьма впечатлило монарха, повелевшего рассмотреть дело в суде. Как придворные, так и подданные герцога считали Леонор невиновной, а ревность Жайме безосновательной. Чтобы избежать тюремного заключения, король потребовал от герцога Браганса профинансировать и организовать военную экспедицию, чтобы завоевать город Аземмур на марокканском побережье Атлантического океана. Герцог Браганса собрал флотилию из 400 кораблей, на которых было 25 000 всадников и 19 000 пехотинцев. По другим сведениям, суд был симуляцией, король не собирался преследовать герцога, который вызвался подготовить и возглавить военную экспедицию, чтобы забыть содеянное злодейство; 400 кораблей вместили 15 000 пеших воинов короля, 3 000 пеших и 500 всадников герцога и ещё 1 000 лиссабонцев, вооружённых на его же средства. В сентябре 1513 года дон Жайме, легко взял крепость, после того как жители осаждённого города покинули его, и вернулся героем в Португалию, получив прощение. Лев X поздравил герцога с победой над неверными, повелев торжественно отпраздновать триумф в Риме.

## Семья и дети
В 1502 году Жайме первым браком женился на Леонор де Мендонсе (Перес де Гусман, дочери Хуана Альфонсо Переса де Гусман, 3-го герцога Медина-Сидония). У них было двое детей, прежде чем она была убита в 1512 году:
- Теодозиу I (1510—1563), 12-й граф де Барселуш, 9-й граф де Оурен, 6-й граф де Аррайолуш и 6-й граф де Нейва, 5-й герцог Браганса, 4-й маркиз де Вила-Висоза
- Изабел Браганса (1514—1576), жена с 1537 года инфанта Дуарте I Португальского (1515—1540), 4-го герцога де Гимарайнш

В 1520 году Жайме вторично женился на Жуане де Мендонса, дочери Диегу де Мендосы, главного алкайда (судьи) в Моране. У них было восемь детей:
- Жуана де Браганса (1521—1588), жена Бернардину де Карденаса, 3-го маркиза Эльче
- Жайме де Браганса (1523—1562), священник
- Эужения де Браганса (1525—1559), жена Франсишку де Мело, 2-го маркиза Феррейра
- Мария де Браганса (1527—1586), аббатиса в монастыре в Вила-Висоза
- Конштантину де Браганса (1528—1575), 7-й вице-король Индии (1558—1561) и 9-й комендант (capitão) островов Кабо-Верде
- Фулженсиу де Браганса (1529—1582), великий приор коллегиума в Гимарайнше
- Теотониу де Браганса (1530—1602), архиепископ Эвора и епископ Феса
- Висенсия де Браганса (1532—1603), аббатиса монастыря в Вила-Висоза.